# Llista de topònims de Marqueixanes
Llista de topònims (noms propis de lloc) de Marqueixanes (Conflent).
Informació actualitzada per un bot. Els canvis manuals es perdran quan s'actualitzi!

## muntanya
| imatge | Nom               | Ubicat a                  | instància de | Detalls | coordenades                                                                  | Protecció | Commons (més fotos) | Dades a WD                    |
| ------ | ----------------- | ------------------------- | ------------ | ------- | ---------------------------------------------------------------------------- | --------- | ------------------- | ----------------------------- |
|        | El Putxet         | Marqueixanes              | muntanya     |         | 42° 38′ 29″ N, 2° 29′ 26″ E / 42.641383°N,2.4905°E 326.2 msnm                |           |                     | Modifica les dades a Wikidata |
|        | Puig de Rabassers | Arboçols Eus Marqueixanes | muntanya     |         | 42° 39′ 15″ N, 2° 28′ 27″ E / 42.654258333333°N,2.4740277777778°E 593.1 msnm |           |                     | Modifica les dades a Wikidata |
|        | Roc Rodon         | Arboçols Marqueixanes     | muntanya     |         | 42° 39′ 10″ N, 2° 29′ 40″ E / 42.652733°N,2.494378°E 529.6 msnm              |           |                     | Modifica les dades a Wikidata |

## Misc
| imatge | Nom                             | Ubicat a                                           | instància de                          | Detalls                                                   | coordenades | Protecció | Commons (més fotos)                  | Dades a WD                    |
| ------ | ------------------------------- | -------------------------------------------------- | ------------------------------------- | --------------------------------------------------------- | --- | --------- | ------------------------------------ | ----------------------------- |
|        | Castell de Marquixanes          | Marqueixanes                                       | castell                               |                                                           | 42° 38′ 29″ N, 2° 29′ 05″ E / 42.6413°N,2.484842°E 289.6 msnm                                                        |           |                                      | Modifica les dades a Wikidata |
|        | Coll de Valloreres              | Espirà de Conflent Marqueixanes                    | collada                               |                                                           | 42° 38′ 12″ N, 2° 29′ 41″ E / 42.636772°N,2.49465°E 334.4 msnm                                                       |           |                                      | Modifica les dades a Wikidata |
|        | Els Quers                       | Pirineus Orientals districte de Prada Marqueixanes | despoblat                             |                                                           | 42° 38′ 26″ N, 2° 28′ 39″ E / 42.640530555556°N,2.4775638888889°E 258.5 msnm                                         |           |                                      | Modifica les dades a Wikidata |
|        | Estació de Marqueixanes         | Marqueixanes                                       | estació de ferrocarril                |                                                           | 42° 38′ 34″ N, 2° 29′ 09″ E / 42.642797°N,2.485838°E 267 msnm                                                        |           |                                      | Modifica les dades a Wikidata |
|        | Sant Ponç de Marqueixanes       | Marqueixanes                                       | edifici capella                       |                                                           | 42° 38′ 18″ N, 2° 29′ 06″ E / 42.638253°N,2.484883°E 42° 38′ 18″ N, 2° 29′ 04″ E / 42.638269°N,2.484508°E 291.7 msnm |           |                                      | Modifica les dades a Wikidata |
|        | Santa Eulàlia de Marqueixanes   | Marqueixanes                                       | església edifici Ús: església         | Estil: arquitectura romànica                              | 42° 38′ 34″ N, 2° 29′ 07″ E / 42.6428°N,2.48529°E 289.6 msnm                                                         |           | Église Sainte-Eulalie de Marquixanes | Modifica les dades a Wikidata |
|        | Tet                             | Pirineus Orientals                                 | riu                                   | Desemboca: mar Mediterrània Llarg: 115.8km Conca: 1369km² | 42° 42′ 48″ N, 3° 02′ 23″ E / 42.713333333333°N,3.0397222222222°E                                                    |           | Têt                                  | Modifica les dades a Wikidata |
|        | casa de la vila de Marqueixanes | Marqueixanes                                       | instal·lació Ús: seu del govern local |                                                           | 42° 38′ 25″ N, 2° 29′ 06″ E / 42.6401967989982°N,2.4850753596394°E fr:66320 MARQUIXANES                              |           |                                      | Modifica les dades a Wikidata |
|        | cementiri de Marqueixanes       | Marqueixanes                                       | cementiri                             |                                                           | 42° 38′ 17″ N, 2° 29′ 03″ E / 42.6381°N,2.4843°E                                                                     |           |                                      | Modifica les dades a Wikidata |